# ران بليك
ران بليك (بالإنجليزية: Ran Blake)‏ هو معلم موسيقى وعازف بيانو وعازف جاز وملحن وأستاذ جامعي أمريكي، ولد في 20 أبريل 1935 في سبرينغفيلد في الولايات المتحدة.

## وصلات خارجية
- الموقع الرسمي
- ران بليك على موقع ميوزك برينز (الإنجليزية)
- ران بليك على موقع إن إن دي بي (الإنجليزية)
- ران بليك على موقع أول ميوزيك (الإنجليزية)
- ران بليك على موقع ديسكوغز (الإنجليزية)